# 時 (アルバム)
『時』（とき）は、本田美奈子.の11枚目のオリジナル・アルバム。2004年11月25日にコロムビアミュージックエンタテインメントからリリースされた。

## 解説
本田美奈子.のクラシック・アルバムとしては2枚目の作品である。前作『AVE MARIA』に引き続いての参加となる岩谷時子と井上鑑に加え、新たに青井陽治を作詞家に迎え制作された。本田自身も4曲の作詞を手がけている。
1987年に出演した映画『パッセンジャー 過ぎ去りし日々』で音楽監督を務めた渋谷森久の命日に合わせてリリースされた。渋谷とはその時以来交流が続き、人格形成の上で大きな影響を受けた。本作のキャンペーンのために大阪入りした際には事前に京都にある渋谷の墓を訪ね、墓前でCDを流して一曲ずつ説明したという。
本田が急性骨髄性白血病で入院する前に発売されたものとしては、最後のアルバムになった。よって、企画盤ではない本来の意味での遺作とも言える。本田の訃報が多くのメディアで報道されると、他のアルバムとともに売上が上昇、オリコンアルバム売上ランキングで最高39位を記録した。

## 収録曲
1. すべての輝く朝に [1:54]
作曲・編曲：井上鑑
  - 井上鑑による書き下ろしのオープニング曲。
2. 白鳥 [2:39]
作詞：本田美奈子.、作曲：カミーユ・サン＝サーンス、編曲：井上鑑
  - サン＝サーンスの組曲『動物の謝肉祭』の第13曲。チェロの小品として人気が高い。本田自身が知り合いに借りた別荘に滞在中に海を見ながら着想を得て作詞した[2]。
3. 誰も寝てはならぬ〜オペラ「トゥーランドット」より [2:34]
日本語詞：青井陽治、作曲：ジャコモ・プッチーニ、編曲：井上鑑
  - プッチーニの有名なオペラ・アリアの一つで、本来はテノールのための曲。女声による歌唱はサラ・ブライトマンなどの前例がある。生前最後のテレビ出演となった『題名のない音楽会21』で最後に歌われたのがこの曲だった。
4. If I Loved You〜ミュージカル「回転木馬」より [4:01]
日本語詞：岩谷時子、作曲：リチャード・ロジャース、編曲：井上鑑
5. エデンの東 [3:34]
作詞：本田美奈子.、作曲：レナード・ローゼンマン、編曲：井上鑑
6. ゴッドファーザー愛のテーマ [4:14]
作曲：ニーノ・ロータ、編曲：井上鑑
7. 風のくちづけ《イタリアーナ〜「リュートのための古代舞曲とアリア」より》 [2:59]
作詞：本田美奈子.、作曲：オットリーノ・レスピーギ、編曲：井上鑑
8. 新世界〜「交響曲第9番『新世界より』第2楽章」より [4:38]
作詞：本田美奈子.、作曲：アントニン・ドヴォルザーク、編曲：井上鑑
  - 先行シングル「新世界」からの収録曲。
9. パッヘルベルのカノン [2:49]
作曲：ヨハン・パッヘルベル、編曲：井上鑑
10. 人知れぬ涙〜オペラ「愛の妙薬」より [3:59]
日本語詞：青井陽治、作曲：ガエターノ・ドニゼッティ、編曲：井上鑑
11. アリア〜「ブラジル風バッハ第5番」より [6:18]
日本語詞：青井陽治、作曲：エイトル・ヴィラ＝ロボス、編曲：井上鑑
12. ソルヴェイグの歌 [4:23]
日本語詞：岩谷時子、作曲：エドヴァルド・グリーグ、編曲：井上鑑
13. 時 -Forever for ever- [5:38]
作詞：岩谷時子、作曲・編曲：井上鑑
  - 本作のタイトルトラックであり、本田にとって最後のオリジナル曲である。本田が岩谷に、名前の1字をとって「時」というタイトルの詞を書いて欲しい、と発注して作られた。
14. この素晴らしき世界 [2:57]
日本語詞：森寧子（岩谷時子）、作詞・作曲：ジョージ・ダグラス/ジョージ・ワイス 、編曲：井上鑑
  - ルイ・アームストロングの代表曲。この日本語詞はアルバム『JUNCTION』に収録することを想定して準備されたものである。